# Бирифор (язык)
Бирифор (Birifo, Ghana Birifor, Malba-Birifor, Northern Birifor, Southern Birifor) — пара языков гур, на котором говорят на западе провинции Пони в Буркина-Фасо, на северо-западной окраине Ганы и на северо-восточной окраине провинции Занзан в Кот-д'Ивуаре. Существует несколько тысяч носителей обоих языков, которые не имеют взаимопонимаемости в Кот-д’Ивуаре.
У бирифор есть диалекты бирифор, виле в Буркина-Фасо, также южный бирифор отличается от языков вали, малба-бирифор (Буркина-Фасо), южного дагаари в Гане.
Алфавит: a, ã, aa, b, ɓ, c, d, e, ẽ, ɛ, ɛ̃, f, g, gb, h, i, ĩ, ɩ, ɩ̃, j, k, kp, l, 'l, m, n, ŋm, ny, o, õ, ɔ, ɔ̃, p, r, s, t, u, ũ, ʋ, ʋ̃, v, w, y, ƴ.